# Eois neutraria
Eois neutraria är en fjärilsart som beskrevs av Achille Guenée 1858. Eois neutraria ingår i släktet Eois och familjen mätare. Inga underarter finns listade i Catalogue of Life.